# ファイス島

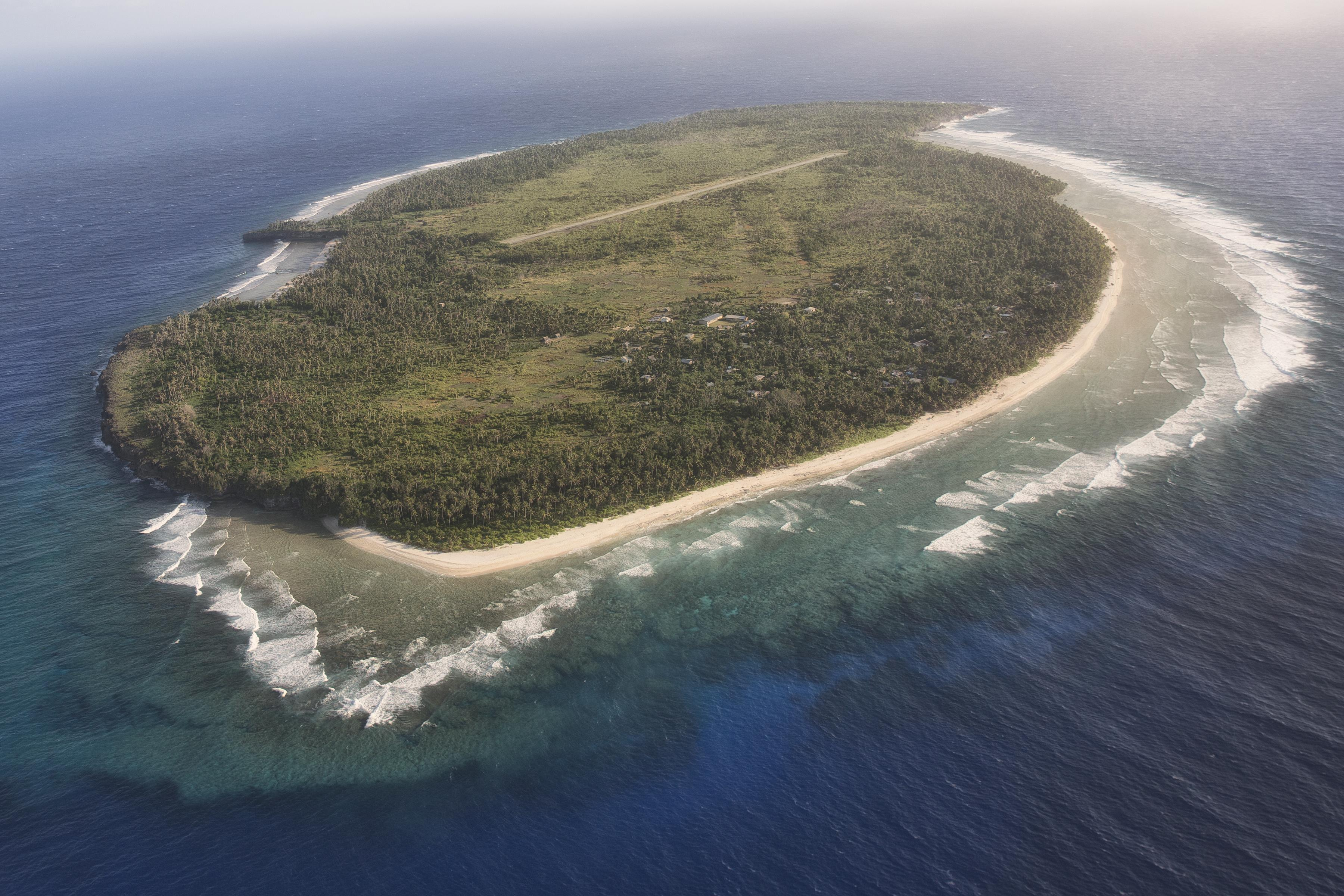
2015年に撮影されたファイス島

ファイス島（英語: Fais Island）は、ミクロネシア連邦のヤップ州に属する島である。面積は約2.6km2。

## 概要
チャレンジャー海淵から最も近い陸地（距離約290km）であり、ヤップ島の東およそ250kmに位置する。島の中央部に飛行場あり。珊瑚礁から成る島であり、西南側の一部と北東側の一部を除いて砂浜が広がる。タロイモを常食としているが、地表が低いため深刻な干ばつに度々見舞われており、人口は2000年時点で215人。

## 歴史

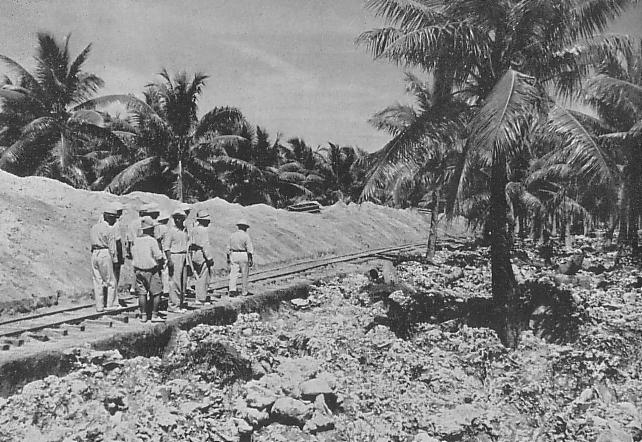
ファイス島のリン鉱石採掘（1930年代）

ヨーロッパ人による最初のファイス島目撃報告は1543年1月23日、スペイン遠征隊のルイ・ロペス・デ・ビジャロボスによるものである。この時、島の人々がカヌーに乗って現れ、十字を切ると「Buenos días, matelotes!」 (こんにちは、船乗りたち！) と完璧なスペイン語を話した。
これについて当時テルナテ島の知事だったアントニオ・ガルヴァンは1563年の自著「Tratado dos Descubrimientos」の中で、ポルトガル人のディエゴ・ダ・ロチャによってこの海域の島々へ布教のため派遣されたフランシスコ・デ・カストロという人物の影響であると述べている。
カロリン諸島の他の島々と同様に、ファイス島は1899年にスペインからドイツ帝国に売却された。その後第一次世界大戦において日本に占領され、委任統治領となる。日本統治下の南洋諸島内でアンガウル島に次ぐ燐鉱島であり、1937年（昭和12年）に設立された南洋拓殖会社によって盛んに燐鉱石の採掘が行われた。アンガウル島で採鉱所長を務めた池田良介がその後ファイス島の採鉱所長も務めている。